# Храм Михаила Архангела (Холстовка)
Церковь Михаила Архангела — православный храм в селе Холстовка Ульяновской области, Барышской епархии Симбирской митрополии Русской православной церкви. С 2022 года — памятник градостроительства и архитектуры РФ.

## История
Деревянная церковь Михаила Архангела с приделом во имя Пресвятой Троицы построена прихожанами в 1886 году.
В 1930-е годы церковь закрыли и использовали под зернохранилище и склад вещей МТС местного колхоза «Знамя коммунизма».
В 1991 году церковь вновь была открыта. Старых икон в ней к тому времени не сохранилось. В девяностые годы интерьер храма заново расписал местный художник Николай Чеколаев.
Постановлением Правительства Ульяновской области «О включении выявленных объектов культурного наследия в единый государственный реестр объектов культурного наследия (памятников истории и культуры) народов Российской Федерации, а также об утверждении границ и режима использования их территорий» № 599-П от 21.10.2022 года, церковь Михаила Архангела включена в Единый государственный реестр объектов культурного наследия (памятников истории и культуры) народов Российской Федерации.

## Архитектура
Трёхчастная приходская церковь отличается значительной высотой. Объём её ориентирован восток-запад.
Церковь деревянная, рублена из круглых брёвен «в обло», снаружи обшита тёсом. Храм имеет пирамидальную композицию в виде кубического четверика над которым поставлены в два яруса низкие сокращающиеся кверху в габаритах меньшие четверики, служащие ступенчатым основанием для венчающей главы, решённой в виде высокого восьмерика с восьмирёберным купольным покрытием. В четырёх гранях восьмерика, ориентированных по сторонам света, сделаны окна. Многоярусная колокольня очень высока и стройна, сильно утончаясь кверху. Верхний ярус колокольни — стройный и лёгкий восьмерик, завершенный шатром с декоративными кокошниками в основании граней шатра. На острие шатра — главка, аналогичная храмовой. Здание представляет собой пример деревянной архитектуры второй половины XIX века, распространённый в это время в псевдо-русском стиле. Здание храма интересно индивидуальным решением фасадного декора, хорошими пропорциями и стройным силуэтом, а также весьма своеобразным решением перекрытия четверика храма. Общие габариты здания храма: 34×13 м.

## Святыни и реликвии
Сохранилось несколько старинных икон:
- Икона Спас Вседержитель;
- Две иконы Святителя Николая;
- Икона Усекновение главы Иоанна Предтечи;
- Икона Воскресение Христово;
- Икона Великомученика Пантелеимона. На обратной стороне, которой прикреплена табличка: «Она писана на святой горе Афонской в монастыре Великомученика и Целителя Пантелеймона, от коего послана в дар церкви села Холстовки в 1901 году».

## Духовенство
- Священник Пётр Фролович Фролов (с 1890 по 1905 год);
- Священник Владимир Покровский (с 1905 по 1911), псаломщик Василий Казанский[4].
- Священник Пётр Меньшов (с 1991 по 2001)[3];
- Священник Андрей Константинович Щербаков (с 2001 до 2007)[3];
- После трагической смерти священника в 2007 г., за храмом присматривала матушка Екатерина и немногочисленные прихожане. Службы велись священниками соседних приходов[3].
- Протоиерей Михаил Викторович Евтихов (с 2011 года)[5];

## Престольные праздники
- Михаил, Архистратиг — 19 сентября (воспоминание чуда в Хо́нех), 21 ноября (собор)
- День Святой Троицы — 50-й день после Пасхи